# Conseil départemental de la Marne
Le conseil départemental de la Marne est l'assemblée délibérante du département français de la Marne. Il siège à l'hôtel du département, situé au numéro 40 de la rue Carnot, à Châlons-en-Champagne.
Ce conseil portait le nom de conseil général de la Marne jusqu'en 2015.

## Le président
Le président du conseil départemental de la Marne est Jean-Marc Roze (DVD) depuis novembre 2023. Chef du pouvoir exécutif départemental, il succède à Christian Bruyen, élu sénateur de la Marne et frappé par la législation limitant le cumul des mandats en France qui l'oblige à démissionner de son mandat de président détenu depuis 2017.

### Liste des présidents
| Période                                  | Période                       | Identité                               | Étiquette | Qualité |
| ---------------------------------------- | ----------------------------- | -------------------------------------- | --------- | --- |
| Les données manquantes sont à compléter. |                               |                                        |           | |
| 1815                                     | 1830                          | Ambroise-Polycarpe de La Rochefoucauld | Ultras    | |
| Les données manquantes sont à compléter. |                               |                                        |           | |
| 1894                                     | 1898                          | Jacques Felix Sarazin                  |           | maire de Fismes |
|                                          |                               | Alfred Boissonnet                      |           | |
|                                          |                               | Désiré Médéric Le Blond                |           | Député, sénateur, conseiller général du canton de Montmirail |
|                                          |                               | Camille Margaine                       |           | Député, sénateur, maire de Sainte-Ménéhould |
| Les données manquantes sont à compléter. |                               |                                        |           | |
| 1937                                     | 1942                          | Paul Marchandeau                       | RAD       | Ministre, député, maire de Reims |
| Les données manquantes sont à compléter. |                               |                                        |           | |
| 1945                                     | 1949                          | Jean-Charles Charpentier               | RAD       | |
| 1949                                     | 1964                          | Alphonse Bergaut                       | RAD       | |
| 1964                                     | 1973                          | Robert Soudant                         | MRP       | Sénateur, maire de Sommepy |
| 1973                                     | 1982                          | Maurice Prévoteau                      | CD        | Agriculteur Conseiller général de Bourgogne (1951 → 1982) Sénateur de la Marne (1974 → 1983), maire de Bourgogne (1953 → 1977) |
| 1982                                     | 2003                          | Albert Vecten                          | UDF       | Agriculteur Maire de Muizon (1953 → 1989) Conseiller général de Ville-en-Tardenois (1964 → 2004) Sénateur de la Marne (1983 → 2001) Démissionnaire                                                                                          |
| juillet 2003,                            | novembre 2017                 | René-Paul Savary                       | LR        | Médecin généraliste Sénateur de la Marne (2011 → ) Conseiller général de Sézanne (1985 → 2015) Conseiller dép. de Sézanne-Brie et Champagne (2015 → ) Démissionnaire à la suite de sa réélection comme sénateur                             |
| novembre 2017                            | novembre 2023                 | Christian Bruyen                       | DVD       | Maire de Dormans (2001 → 2017) Conseiller général de Dormans (2001 → 2015) Conseiller départemental de Dormans- Paysages de Champagne (2015 → ) Président de la CC des Paysages de la Champagne (2017 → 2020) Sénateur de la Marne (2023 →) |
| novembre 2023                            | En cours (au 7 novembre 2023) | Jean-Marc Roze                         | DVD       | Adjoint au maire de Reims (2014 →) Conseiller départemental de Reims-9 (2015 → ) |

## Les vice-présidents
|     | Identité                | Attributions                                   |
| --- | ----------------------- | ---------------------------------------------- |
| 1re | Monique Dorgueille      | Handicap                                       |
| 2e  | Jean-Pierre Fortuné     | Finances                                       |
| 3e  | Annie Coulon            | Environnement et tourisme                      |
| 4e  | Mario Rossi             | Insertion                                      |
| 5e  | Marie Dépaquy           | Personnes âgées                                |
| 6e  | Vincent Verstraëte      | Éducation et jeunesse                          |
| 7e  | Danielle Bérat          | Eau et assainissement                          |
| 8e  | Julien Valentin         | Agriculture et viticulture                     |
| 9e  | Sylvie Gérard-Maizières | Bâtiments                                      |
| 10e | Pascal Desautels        | Service départemental d'incendie et de secours |
| 11e | Maryline Vuiblet        | Culture                                        |
| 12e | Raphaël Blanchard       | Sport                                          |
| 13e | Martine Boutillat       | Enfance et famille                             |

## Les conseillers départementaux
Depuis 2015, le conseil départemental de la Marne comprend 46 conseillers départementaux issus des 23 cantons de la Marne.
En février 2000, sa répartition politique est la suivante :
| Assemblée départementale sortante    | Assemblée départementale sortante | Assemblée départementale sortante | Assemblée départementale sortante | Assemblée départementale sortante |
| ------------------------------------ | --------------------------------- | --------------------------------- | --------------------------------- | --------------------------------- |
| Président du Conseil départemental   |                                   |                                   |                                   |                                   |
| Christian Bruyen (DVD)               |                                   |                                   |                                   |                                   |
| Parti                                | Sigle                             | Sigle                             | Élus                              | Groupes                           |
| Majorité (34 sièges)                 |                                   |                                   |                                   |                                   |
| Les Républicains                     |                                   | LR                                | 22                                | Ensemble pour la Marne            |
| Union des démocrates et indépendants |                                   | UDI                               | 8                                 | Ensemble pour la Marne            |
| Divers droite                        |                                   | DVD                               | 3                                 | Ensemble pour la Marne            |
| Les Centristes                       |                                   | LC                                | 1                                 | Ensemble pour la Marne            |
| Opposition (12 sièges)               |                                   |                                   |                                   |                                   |
| Parti socialiste                     |                                   | PS                                | 7                                 | La Marne demain                   |
| Europe Écologie Les Verts            |                                   | EÉLV                              | 1                                 | La Marne demain                   |
| Gauche républicaine et socialiste    |                                   | GRS                               | 1                                 | La Marne demain                   |
| Divers gauche                        |                                   | DVG                               | 1                                 | La Marne demain                   |
| Rassemblement national               |                                   | RN                                | 2                                 | Non-inscrits                      |

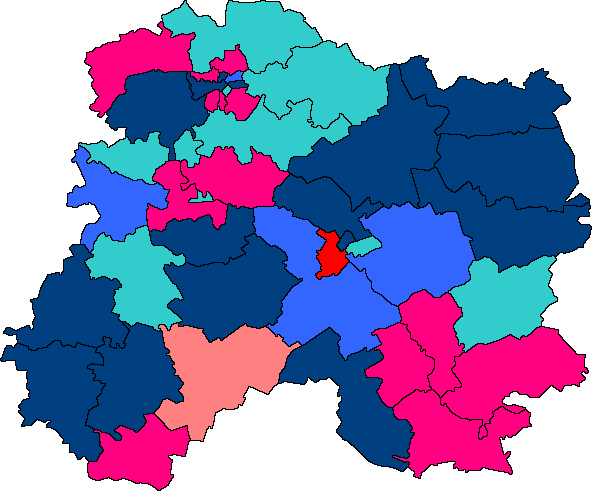
Répartition politique des cantons à la suite des élections de 2001
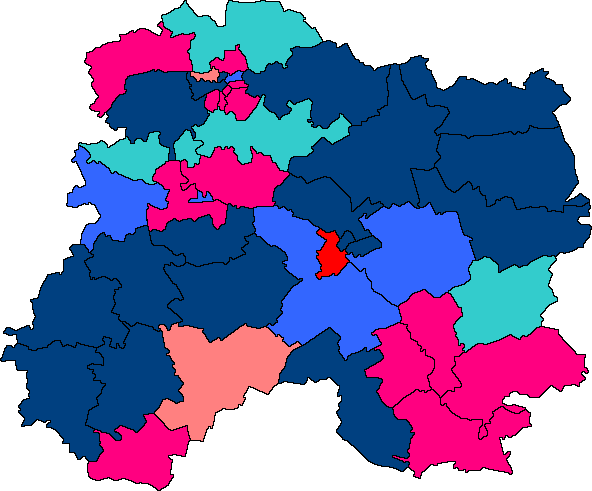
Répartition politique des cantons à la suite des élections de 2004.
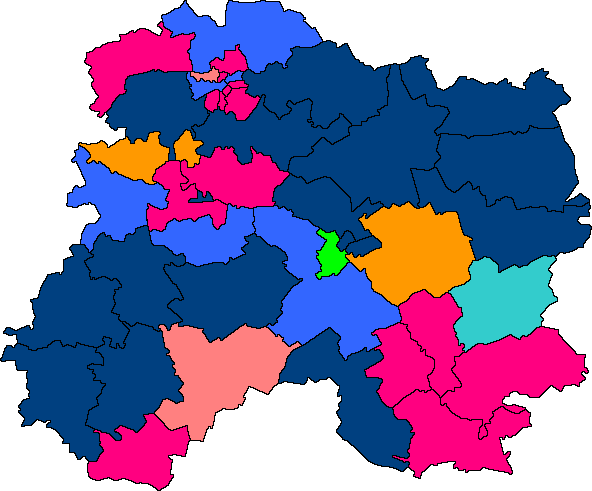
Répartition politique des cantons à la suite des élections de 2008.

## Identité visuelle
Le logo du conseil départemental de la Marne est inspiré du blason la province de Champagne et de celui du département de la Marne. Les bulles symbolisent la production du vin de Champagne, importante dans l'économie locale. Le trait ondulé séparant le blason en deux peut rappeler le cours d'une rivière, ici, la Marne dont le département tire son nom.

Logo du conseil général jusqu'en décembre 2008.
Logo du conseil départemental de 2015 à 2018.
Logo du conseil départemental depuis septembre 2018

## Bâtiment

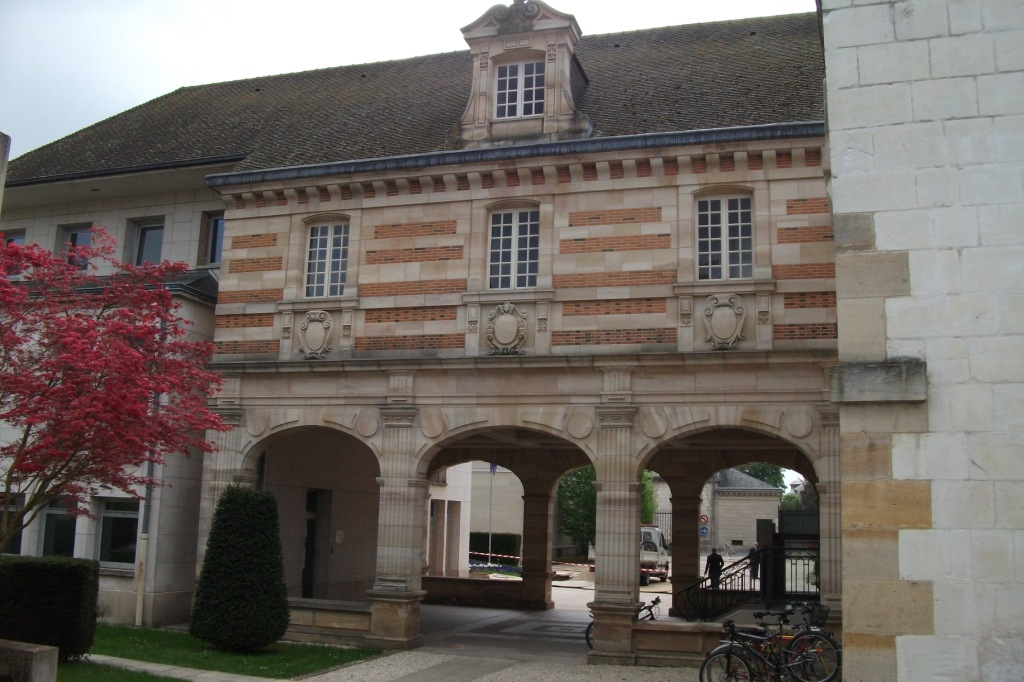
Vue de la cour de l'ancien séminaire.

Le Conseil général est situé au 2 bis rue Jessaint, au 40 rue Carnot à Châlons-en-Champagne, il y a aussi une annexe (maison du département) au 18 de la rue Carnot à Reims et la circonscription des infrastructures et du patrimoine se trouve 14 rue faubourg de Condé à Montmirail.